# 薬丸兼義
薬丸 兼義（やくまる かねよし）は、幕末期の薩摩藩の剣術師範。薬丸兼武の長子。当時の一般的な呼称は薬丸半左衛門であり、史料中には主にこの名で登場する。
薬丸流（薬丸自顕流）の師範として弟の薬丸新蔵とともに剣名が高く、下級武士を中心に多くの弟子を育てた。弟子の中から維新の元勲が数多く出たため、「明治維新は薬丸流がたたきあげた」と言われた。

## 家格
家格は小番であり、明治3年（1870年）4月の「人別改帳」では3番組8番小番であったことが分かる。また、代官就任時の役料から石高は50石以下。奄美大島や徳之島の役人や代官を勤める。

## 生涯
- 月日は旧暦

文化12年（1815年）8月21日、初お目見え。天保6年（1835年）12月28日、同年7月14日に父兼武が屋久島で死去したため、家督相続。天保7年（1836年）8月15日、通称を長左衛門に改名する。天保9年（1838年）6月21日、通称を半左衛門に改名する。天保14年（1843年）、大島蔵方目付となり、奄美大島に赴任。弘化元年（1844年）、任期満了につき帰臥。
嘉永4年（1851年）春、深見休八有安の後任として徳之島蔵方目付となり、徳之島に赴任。同年4月16日、徳之島の亀津に着く。嘉永6年（1853年）春、任期満了につき帰臥。
嘉永7年（1854年）1月22日、年功者ではなかったが、特別に代官に就任し、役料銀5枚30目を支給される。
文久元年、藩主島津茂久の命により二之丸稽古所の師範15人のうちの一人となる。当時、幕末の情勢により、武術を稽古する者が増え、演武館では手狭となったので、鹿児島城二ノ丸にも稽古所が置かれた。同年6月、剣術師範となったことにより、切米5石を与えられる。
文久2年（1862年）に島津久光が上洛。その際、什長としてこれに従う。
元治元年に薬丸自顕流が二之丸稽古所での稽古から撤収する。その年に「野太刀自顕流掟」を記す。明治11年（1878年）に死去。法名あるいは神号は南林寺由緒墓にある現在の墓石には記載されていない。

## 人物
父の兼武の代に薬丸自顕流は異端として排斥されていたが、兼義もまた剣名が高いことや示現流師範家の東郷家と和解したこともあり、天保年間の薩摩藩の軍制改革に際し剣術師範として取り立てられた。
復権したものの、薬丸家は兼武の代の没落によってかなり貧しくなっており、兼義兄弟はかぼちゃばかり食べて暮らしていたため、「かぼちゃ薬丸どん」と呼ばれていた。
兼義は城下士の下級武士を中心に数多くの弟子を育てた。その弟子の中から幕末維新に活躍する人物が数多く出ることになる。（弟子の名前は薬丸自顕流を参照）
島津久光が上洛した際には什長としてこれに従ったとき、配下から突出するものがないように気を配ったが、結果として寺田屋騒動がおき、弟子達が同士討ちすることとなった。しかし、この寺田屋騒動で薬丸流の名が高まり、入門者が増えることとなった。例えば、加治木郷では、それまで真影流（直心影流）が主流であったが、これにより薬丸流が広まることとなった。
維新後は官途に就かず就農した。西南戦争でさらに弟子の多くを失い、戦後ほどなくして失意のうちに病死した。長子の兼文が流派を継いだ。墓は現在、南林寺由緒墓にあり、南州寺および月照の墓に近い列にある。

## 宅地
『鹿児島城下絵図散歩』によると、天保13年（1842年）の頃、現在の鹿児島市加治屋町の地に「薬丸半左衛門 759坪」とある。また、安政5年（1858年）の段階でも加治屋町に居住していたことがわかる。なお、文政4年（1821年）の『鹿児島城下明細図』の方には、父の「薬丸長左衛門」の名がどこにもなく、かわりに加治屋町には親族と思われるが続柄不詳の「薬丸半兵衛」が住んでおり、天保13年（1842年）の頃まで「薬丸半兵衛」が住んでいたことがわかる。なお、兼義の宅地のあった場所は現在、鹿児島市立病院本館が建っている。
また、兼義の宅地の近くにあった小道は「薬丸殿小路」と呼ばれた。

## 家族
妻
生家不明。1817年 - 1870年以降（明治3年4月の「人別改帳」によると当時54歳）
子女
- 長男：兼文
- 娘…1855年 - 1870年以降（明治3年4月の「人別改帳」では当時16歳）
- 次男：猪之丞…1857年 - 1870年以降（明治3年4月時点で14歳）